# Vinculaspis montei
Vinculaspis montei är en insektsart som först beskrevs av Ernest Lepage 1942.  Vinculaspis montei ingår i släktet Vinculaspis och familjen pansarsköldlöss. Inga underarter finns listade i Catalogue of Life.